# Bojmie (gromada)
Bojmie – dawna gromada, czyli najmniejsza jednostka podziału terytorialnego Polskiej Rzeczypospolitej Ludowej w latach 1954–1972.
Gromady, z gromadzkimi radami narodowymi (GRN) jako organami władzy najniższego stopnia na wsi, funkcjonowały od reformy reorganizującej administrację wiejską przeprowadzonej jesienią 1954 do momentu ich zniesienia z dniem 1 stycznia 1973, tym samym wypierając organizację gminną w latach 1954–1972.
Gromadę Bojmie z siedzibą GRN w Bojmiu utworzono – jako jedną z 8759 gromad na obszarze Polski – w powiecie węgrowskim w woj. warszawskim, na mocy uchwały nr VI/10/22/54 WRN w Warszawie z dnia 5 października 1954. W skład jednostki weszły obszary dotychczasowych gromad Bojmie, Jagodne, Pieńki, Piotrowina, Sionna, Sosnowe i Żdżar ze zniesionej gminy Sinołęka oraz obszary dotychczasowych gromad Trzcianka Nowa i Trzcianka Stara ze zniesionej gminy Grębków w tymże powiecie. Dla gromady ustalono 24 członków gromadzkiej rady narodowej.
1 stycznia 1956 gromada weszła w skład powiatu siedleckiego w tymże województwie.
31 grudnia 1959 do gromady Bojmie przyłączono wieś Kępa ze znoszonej gromady Koszewnica w tymże powiecie.
1 stycznia 1969 do gromady Bojmie przyłączono wieś Ryczyca ze znoszonej gromady Groszki Nowe w powiecie mińskim w tymże województwie.
Gromada przetrwała do końca 1972 roku, czyli do kolejnej reformy gminnej.